# República Socialista Soviética da Abecásia
A República Socialista Soviética da Abecásia (em abcázio: Социалисттә Советтә Республика Аҧсны; em russo: Социалистическая Советская Республика Абхазия) ou RSS da Abecásia foi uma república soviética de curta duração que cobria o território da Abecásia, na região do Cáucaso da União Soviética, que existiu entre 31 de março de 1921 e 19 de fevereiro de 1931. Foi formada na sequência da invasão soviética da Geórgia pelo Exército Vermelho e foi independente até 16 de dezembro de 1921, quando foi unida à República Socialista Soviética da Geórgia por meio de um tratado.
O estatuto RSS da Abecásia era similar a uma república soviética autônoma, mas manteve a independência formal da Geórgia e teve algumas da características que só as repúblicas soviéticas independentes tinham, como a de ter as suas próprias unidades militares. Devido ao seu estatuto de "república de tratados" com a Geórgia, a Abecásia se juntou à República Socialista Federativa Soviética Transcaucasiana, que em 1922 uniu as repúblicas soviéticas da Armênia, Azerbaijão e Geórgia em uma unidade federal. A RSS Abecásia foi abolida em 1931 e substituída pela República Socialista Soviética Autônoma da Abecásia, parte da RSS da Geórgia.
Durante toda a sua existência, a RSS da Abecásia foi liderada por Nestor Lakoba, que atuou oficialmente como Presidente do Conselho dos Comissários do Povo, cargo que manteve depois da dissolução oficial da RSS, até à sua morte em 1936, na nova RSSA. Devido ao estreito relacionamento de Lakoba com o líder soviético Josef Stalin, a coletivização foi adiada até depois da incorporação da Abecásia na Geórgia.

## Economia
A Abecásia permaneceu um grande produtor de tabaco, sendo reponsável por mais de metade do da produção da URSS. Também produziu outros produtos agrícolas, incluindo chá, vinho e citrinos, tornando a Abecásia uma das regiões mais ricas da União Soviética. Seu clima subtropical também a tornou um destino de férias privilegiado; Stalin e outros líderes soviéticos tinham casas de férias na região.